# Euphorbia meyeriana
Euphorbia meyeriana är en törelväxtart som beskrevs av Anatol I. Galushko. Euphorbia meyeriana ingår i släktet törlar, och familjen törelväxter. Inga underarter finns listade i Catalogue of Life.